# 拓跋虔
拓跋 虔（たくばつ けん、生年不詳 - 396年）は、北魏の皇族。陳留王。

## 経歴
拓跋什翼犍の子の拓跋紇根の子として生まれた。若くして勇名で知られた。登国初年、陳留公の爵位を受けた。389年（登国4年）、後燕の慕容垂のもとに使者として立った。391年（登国6年）、衛王拓跋儀とともに黜弗部を撃破した。また劉衛辰に対する征討に従った。393年（登国8年）、西燕の慕容永が長子で後燕の攻撃を受けると、北魏に救援を求めてきたため、拓跋虔は庾岳とともに慕容永を救援した。395年（登国10年）、後燕の慕容宝が北魏に侵攻してくると、拓跋虔は東を扼して、後燕軍の左翼と対峙した。その後、北魏軍は参合陂の戦いで後燕軍を撃破した。396年（皇始元年）、慕容垂が先年の報復のために桑乾川に進軍してくると、拓跋虔は敵を軽んじて挑み、戦没した。桓王と追諡された。

## 子女
- 拓跋悦
- 拓跋崇

## 伝記資料
- 『魏書』巻15 列伝第3
- 『北史』巻15 列伝第3